# 高岡サティ
高岡サティ（たかおかサティ、英: Takaoka SATY）は、かつて富山県高岡市駅南2丁目にあった、イオングループの一企業である株式会社マイカル（現：イオンリテール）が運営していたGMS。

## 概要
かつて自動車学校があった場所（加越能高速鉄道の仮駅の予定跡地でもあった）にマイカル子会社の北陸ニチイ（後のマイカル北陸）が富山県内初のサティとして1993年10月23日にオープン。また海老名、東岸和田に次ぐ国内3号店のワーナー・マイカル・シネマズ高岡を併設した。
地上4階建て、延床面積約74,000m2で、当時、富山県内最大規模の売場面積(23,813㎡)、富山県内初のサティ（食品館を除けば北陸初）、日本海側初のマルチプレックスシネマ併設の3点が話題になり、隣県からの集客も重なり順調に売上を伸ばした。最盛期の1996年度は108億円を売り上げた。
しかし、当時の北陸ニチイが高岡サティ内から移転、親会社の経営不振等から一時期ほどの積極的な改装投資が見られず、1999年頃から陰りが見え始めた。また、1998年には隣県の石川県野々市市（当時は石川郡野々市町）にワーナー・マイカル・シネマズを併設するイオン御経塚ショッピングセンター（旧：御経塚サティ）、2000年には富山市（当時は婦負郡婦中町）にも当時県内最大売場面積を有し、シネマコンプレックスを併設するファボーレがそれぞれ開店し、高岡サティの優位性は失われていった。2001年には運営会社のマイカルが会社更生法の適用を申請し、一時期は十分な商品供給がなされなかったこともあり、この年度より採算割れになった。
さらに2002年にはシネマコンプレックスを併設し、北陸最大級の売場面積を有するイオン高岡ショッピングセンター（現：イオンモール高岡）が開店し、厳しい運営を強いられるようになった。2003年にはマイカルがイオンの完全子会社となったことにより、高岡駅南に同じイオン系列の大型ショッピングセンターが2つ存在することになった。ともにシネマコンプレックスを併設していたこともあって商圏の重複による悪影響が懸念されたが、当面の間高岡サティも営業を継続すると発表された。その後、活性化改装がなされたが2007年度の売上は37億円と伸び悩み、2009年1月12日をもって閉店した。

## ワーナー・マイカル・シネマズ高岡
ワーナー・マイカル・シネマズ高岡（WARNER MYCAL CINEMAS TAKAOKA）は、海老名、東岸和田に続くワーナー・マイカルの3号劇場としてオープン。6スクリーン・1,155席あった。2009年1月10日から3日間行われた最終興行では『スタンド・バイ・ミー』『ローマの休日』『ニュー・シネマ・パラダイス』が無料上映された。
座席数
- スクリーン1：153席
- スクリーン2：179席
- スクリーン3：135席
- スクリーン4：374席
- スクリーン5：135席
- スクリーン6：179席

## 沿革
- 1992年9月28日 - 起工式[3]
- 1993年10月23日 - 8時に開店[4]
- 1995年4月1日 - 増床リニューアルオープン。閉店時間が19時から20時までに延長される[5]。

スポートマート（スポーツ用品）を導入、専門店部分が拡張された。このころ、エスカレーターが撤去される（閉店間際の子供服売り場あたりに存在した）。
- 1996年
  - 3月20日 - 増床リニューアルオープン（3階屋内駐車場部分を売場に改装）。

スポートマートが1階から3階へ、エルザ（家庭電器）、ビブロス（レンタルビデオ）、ビビハウス（家具）、パワーマーケット（インポート家具）、トイマート（玩具）、グルメピアザ（フードコート）を導入。また、婦人服売場を1.5倍に拡張。
  - 9月 - リニューアルオープン

フォレストメッセ（1号店）を導入。
- 1997年
  - 3月20日 - リニューアルオープン

アワーハウス（紳士服）を導入。
  - 9月 - リニューアルオープン

文具楽館（文具）を導入。スポートマートがスポージアムに改められる。
- 1998年
  - 5月 - ケンタッキーフライドチキンがオープン（2003年2月閉店）。
  - 11月 - キディランドがオープン（2002年1月頃閉店）。
- 2000年6月 - ライトオンがオープン（2003年末閉店）。
- 2001年4月 - リフレッシュオープン
直営面積を減らし、大型専門店を導入（マツヤデンキ等）。
  - この年に落語家の3代目桂小春団治がワーナー・マイカル・シネマズ高岡で、スティーヴン・スピルバーグ監督の『A.I.』（8月9日）とトニー・スコット監督の『スパイ・ゲーム』（12月31日）を観賞したという記録がある[6]。
- 2003年
  - ゴールデンウィーク明けより専門店街を中心に全階でフロア改装を進め、同年5月24日にリフレッシュオープン[7]

直営面積をさらに減らし、大型専門店を導入。マツヤデンキが撤退し、跡地に家具の米三が出店[7]、さらにダイソー（県下最大）を導入。化粧品コーナーが充実。後に、フードコート、インターネットカフェもオープン。
  - 夏 - 食品部門のみ23:00まで営業。
  - 11月11日 - 営業時間が9時 - 2時までとなる（食品、家庭用品は22時まで）。
- 2005年
  - 9月11日 - 開店時間が10時に戻される。
  - 9月15日 - ワーナー・マイカル・シネマズ高岡で行われた『8月のクリスマス』の試写会で、主演の山崎まさよしと関めぐみ、監督の長崎俊一が舞台挨拶を行う[8]。
- 2007年11月 - 開店時間が再度9時となる。
- 2008年
  - 2月3日 - ワーナー・マイカル・シネマズ高岡で上映されていた『歓喜の歌』の舞台挨拶で、原作者の立川志の輔と監督の松岡錠司、主演俳優の小林薫が来館[9]。
  - 5月14日 - 売り上げが上がらず、閉店が決定[10]。
- 2009年1月12日 - 20時をもって閉店[11]。
- 2010年
  - 10月14日 - 年内に店舗を取り壊す方針を固める[2]。
  - 12月27日 - 建物解体工事が始まる[12]。
- 2011年2月 - 解体。同年2月11日、ムサシを展開するアークランドサカモトが2011年秋を目途に食品館を併設した商業施設を開業することが報じられる[13]。延べ床面積は1万5000m2。
- 2011年11月22日 - 跡地に「ホームセンタームサシ 高岡駅南店」をオープン。